# Rotet
Rotet är ett naturreservat i Skellefteå kommun i Västerbottens län.
Området är naturskyddat sedan 2007 och är 5 hektar stort. Reservatet ligger vid nordöstra stranden av Lill-Lövvattnet och består av gammal grovstammig granskog med stort inslag av grova aspar.